# John McClannahan Crockett

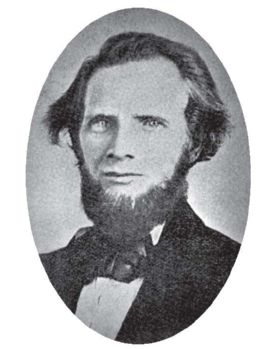
John McClannahan Crockett

John McClannahan Crockett, född 26 december 1816 i Lancaster, South Carolina, död 4 augusti 1887 i Dallas, Texas, var en amerikansk politiker (demokrat). Han var borgmästare i Dallas 1857–1858, 1859–1861 och 1865–1866 samt viceguvernör i Texas 1861–1863.
Crockett gifte sig 1837 med Catherine W. Polk och studerade sedan juridik. Makarna Crockett flyttade 1847 till Paris, Texas och något senare till området kring Dallas. År 1856 fick Dallas stadsrättigheter och följande år vann Crockett det andra borgmästarvalet. Han tjänstgjorde som borgmästare sammanlagt tre gånger både före och efter amerikanska inbördeskriget. Under kriget var han viceguvernör i Texas under guvernör Francis Lubbock mellan 1861 och 1863. Crockett avled 1887 och gravsattes på Pioneer Park Cemetery i Dallas.